# Sarntaler Alpen
Die Sarntaler Alpen (italienisch Alpi Sarentine) sind eine Gebirgsgruppe in Südtirol (Italien). Der Gebirgszug ist umgrenzt von Etschtal, Eisacktal, Wipptal, Jaufental, Waltental und Passeier. Das Sarntal, das im Norden am durch eine Straßenverbindung erschlossenen Penser Joch (2215 m s.l.m.) endet, teilt die Gebirgsgruppe in einen westlichen und östlichen Teil. Vor allem die nördlichen Gebiete der Gebirgsgruppe sind für Südtiroler Verhältnisse touristisch vergleichsweise wenig erschlossen und daher nicht so überlaufen.
Höchster Gipfel ist der Hirzer (2781 m s.l.m.). Die gesamte Gebirgsgruppe lässt sich in ca. sieben Tagen auf der Sarntaler Hufeisentour auf einsamen, aber gut markierten Höhenwegen durchwandern. Auf dem Ritten nordöstlich über Bozen findet sich das berühmte geologische Phänomen der Erdpyramiden. Das Wallfahrtskirchlein zum Latzfonser Kreuz ist mit 2311 m s.l.m. einer der höchstgelegenen Wallfahrtsorte Europas.

## Geologie

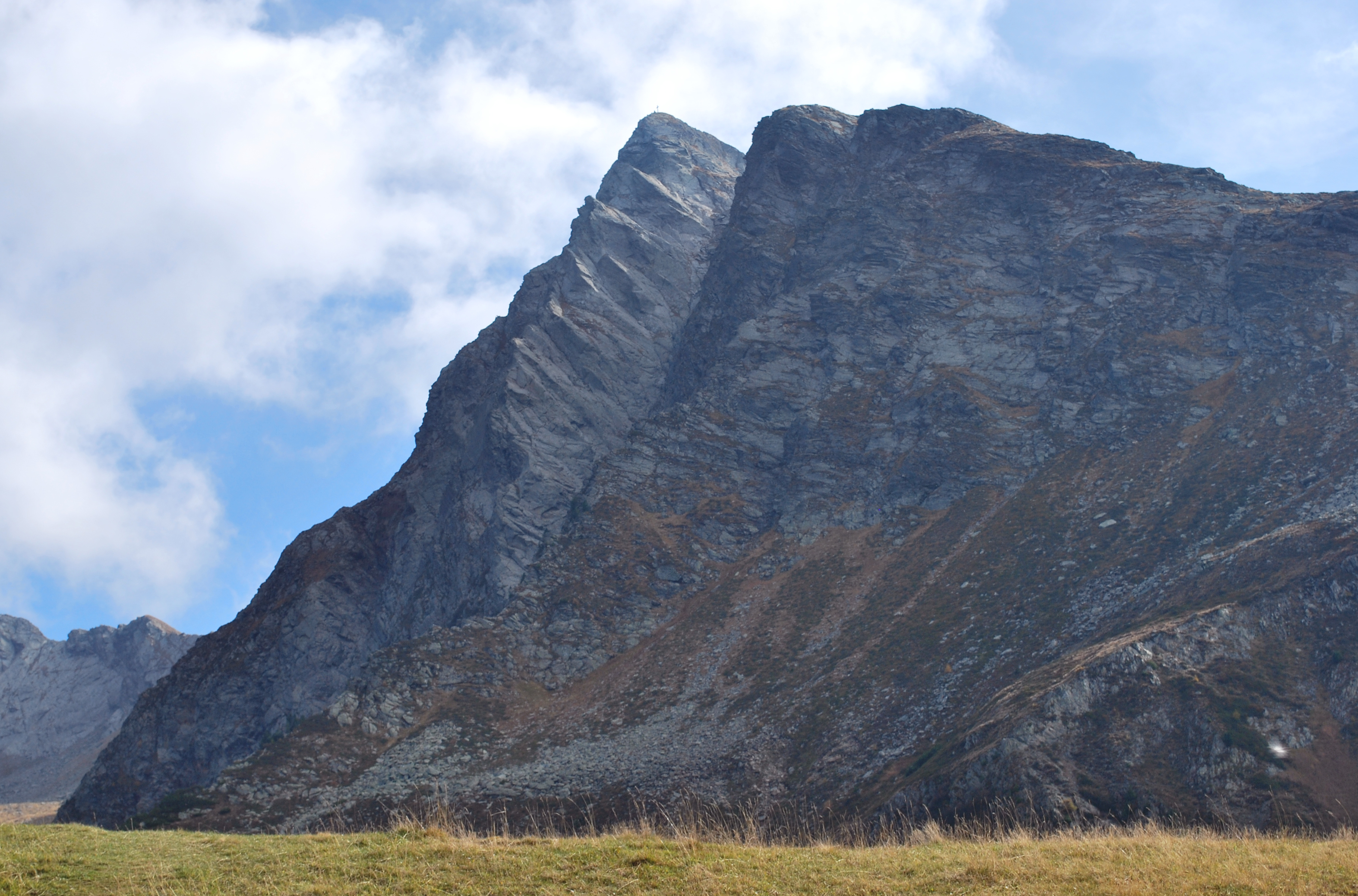
Die aus Gneis aufgebaute Jaufenspitze am gleichnamigen Pass

Während sich die Hauptkämme in Nord-Süd-Richtung ausstrecken, verlaufen die geologischen Einheiten vorwiegend in Südwest-Nordost-Richtung. Oft werden die Sarntaler Alpen den Rhätischen Alpen zugeteilt, was geologisch jedoch nur auf den nordwestlichen Bereich zutrifft. Entlang der Linie Meran-Rabenstein-Durnholz-Freienfeld verläuft die sogenannte Periadriatische Naht, die hier deckungsgleich mit der Judikarienlinie verläuft, welche die Zentralalpen geologisch von den Südalpen trennt. Dementsprechend vielgestaltig sind die Gesteine, die das Gebirge aufbauen. Im Nordwesten (Weißhorn, Hochwart, Hirzer) dominieren nur langsam verwitternde Schiefergneise rötlich-brauner Färbung, ähnlich wie die benachbarten Ötztaler Alpen. Die Felsformationen im Südwesten (Ifinger, Plattenspitzen) entlang der Judikarienlinie sind periadriatische Intrusiva, vorwiegend Tonalit (Ifinger-Tonalit), die im Nordosten (Tatschspitze) noch einmal hervortreten. Der östliche Bereich der Gebirgsgruppe (Jakobspitze, Kassianspitze) ist aus geschiefertem, bunt auftretendem Brixner Quarzphyllit aufgebaut, der leichter erodiert und somit weniger hohe und kühne Formationen ausbildet. Der gesamte Südteil (Linie Tschögglberg-Villandersberg) schließlich wird vom Bozner Quarzporphyr dominiert, der der mächtigen Platte der Etschtaler Vulkanit-Gruppe angehört und immerhin noch bis zu 2600 m hohe Bergformationen ausbildet. Daneben kommt in geringerem Maße Grödner Sandstein (Gröden-Formation) bei Hafling und am Ritten vor.

## Topographie

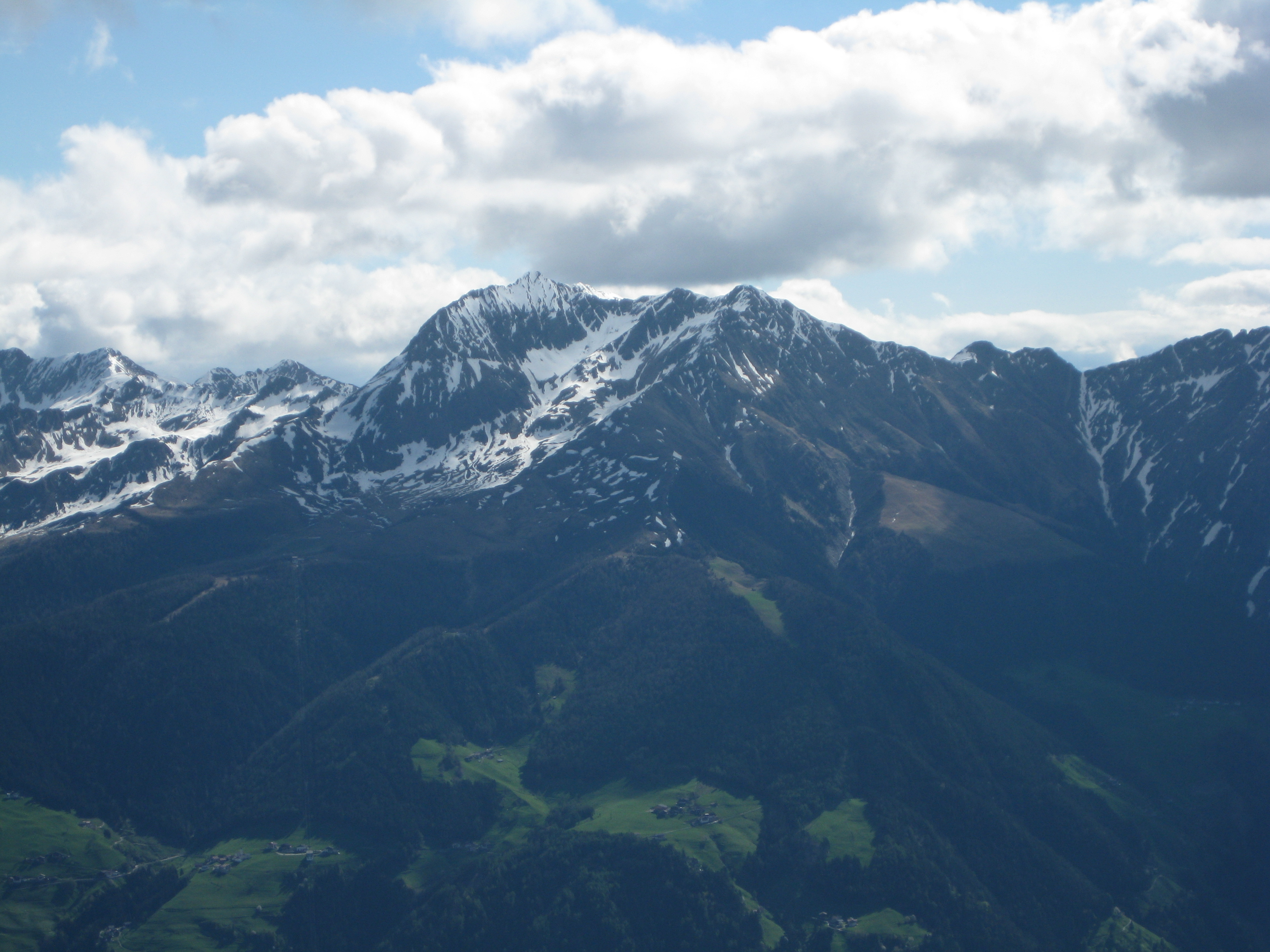
Am hohen Hirzer kulminieren die Sarntaler Alpen

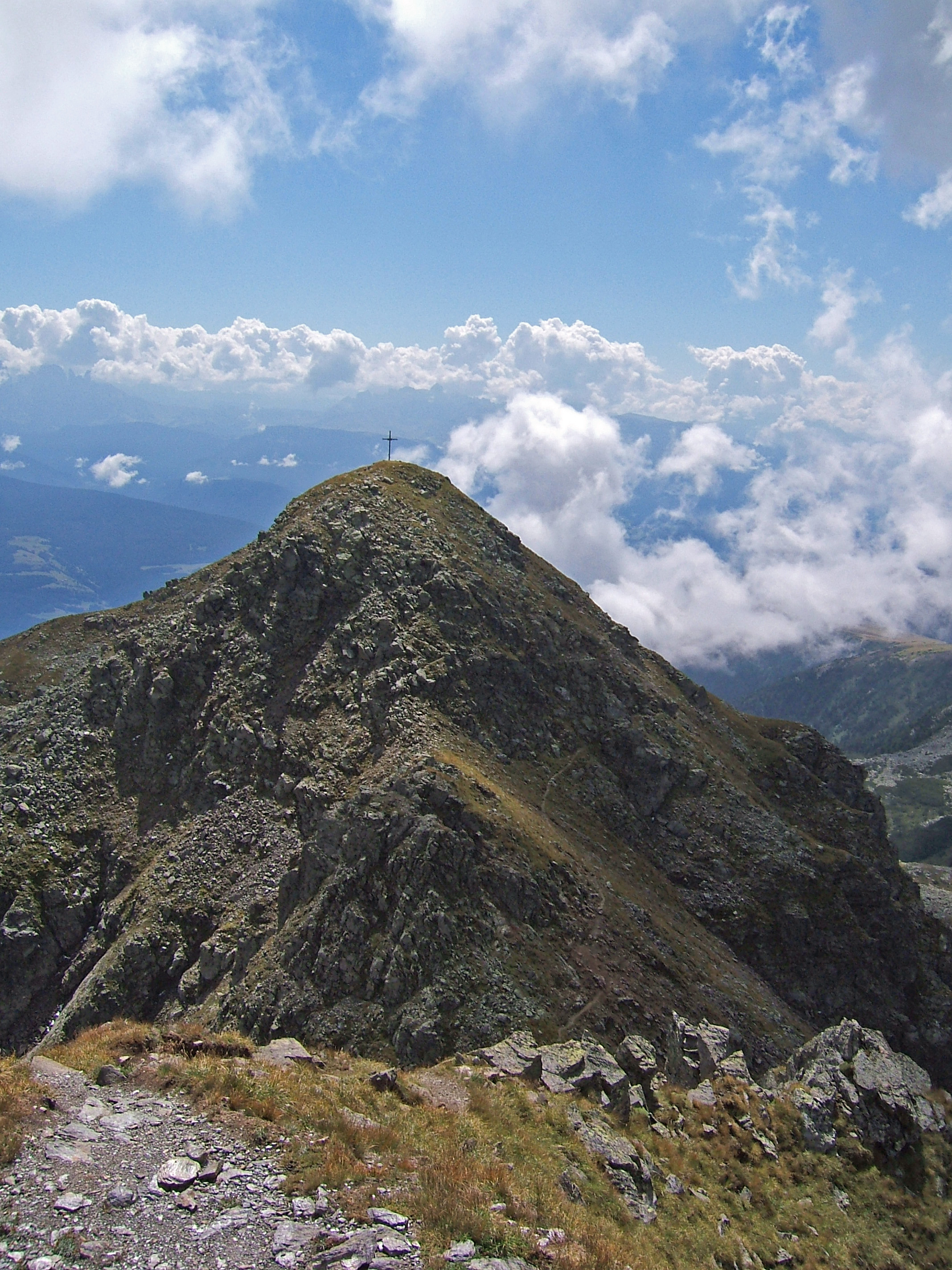
Der Sarntaler Ostkamm bildet nur selten schroffe Gipfel aus, im Bild: Ritzlar,

Die Sarntaler Alpen umschließen hufeisenförmig das Sarntal und dessen Seitentäler. Die Gebirgsgruppe gliedert sich in zwei lange, grob in Nord-Süd-Richtung verlaufende Kämme, den Ostkamm und den Westkamm, die am Penser Joch aufeinandertreffen.

### Westkamm

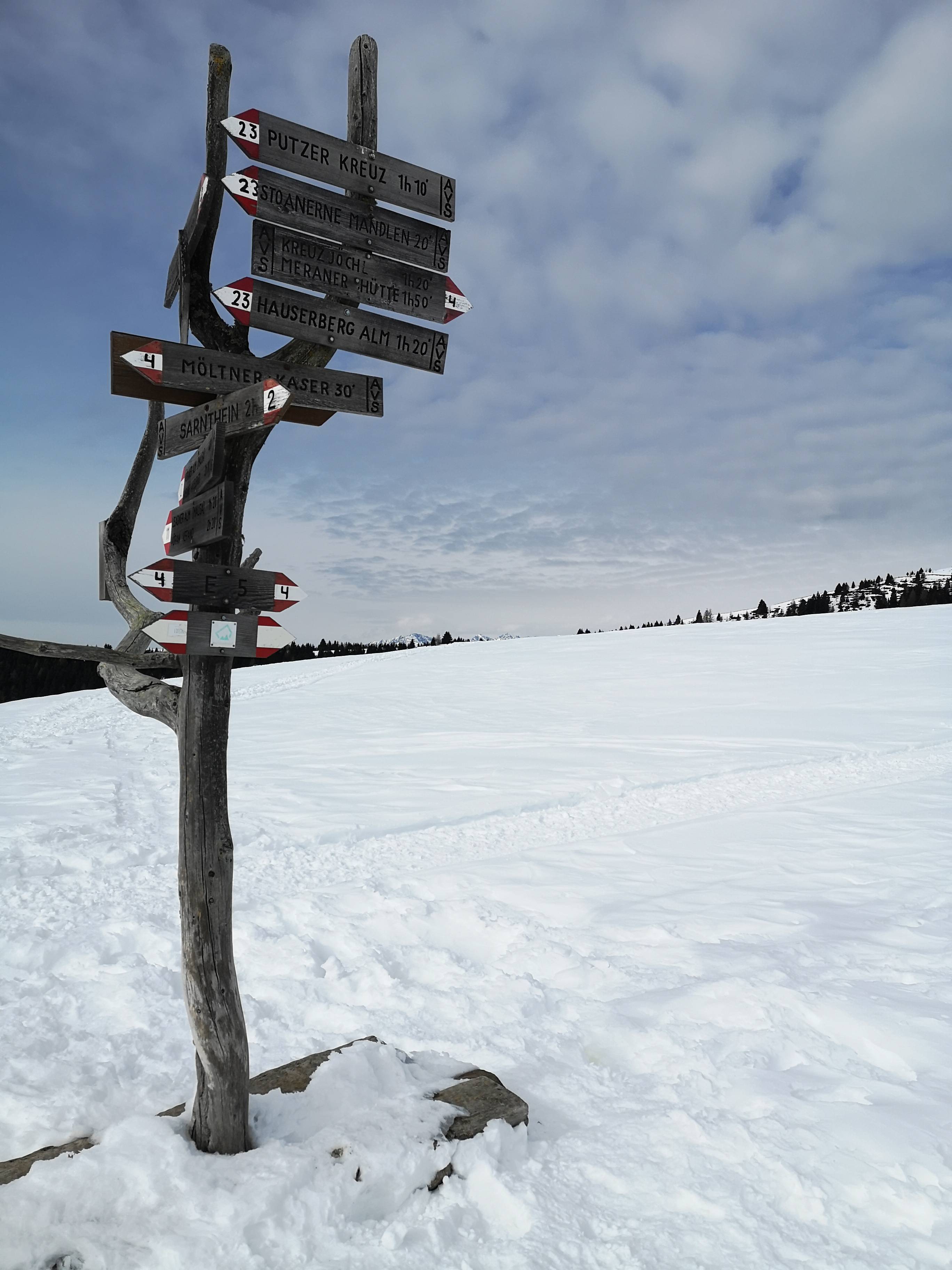
Wegweiser auf der Großen Reisch

Der Westkamm verfügt hauptsächlich in seinem Nordteil über kurze Seitenäste. Die Erhebungen dieses Zugs übersteigen jene des Ostkammes deutlich. Zu den bedeutenderen Gipfeln in dieser nordwestlichen Gruppe zwischen Penser und Wannser Joch zählen das Penser Weißhorn (2705 m), der Zinseler (2422 m), die Jaufenspitze (2481 m), die Ötschspitze (2592 m) und die Hochwart (2747 m). Am nordwestlich gelegenen Jaufenpass berühren sich die Sarntaler und die Stubaier Alpen.
In seinem mittleren Teil ragen mit dem Hirzer (2781 m) und der Alplerspitze (2748 m) die zwei höchsten Gipfel der Sarntaler Alpen auf. Südlich davon geht der Kamm in einen massiven Granitriegel über, zu dessen Erhebungen etwa die Verdinser Plattenspitze (2680 m) und die Hochplattspitze (2615 m) gehören. Zuletzt ragt diese Gruppe über Schenna noch einmal mit dem kühn geformten Ifinger (2581 m) auf, einem beliebten Hausberg Merans.
Im Südteil des Westkamms verflacht der Gebirgszug zum Höhenrücken des Tschögglbergs, der keine markanten Gipfelformen mehr besitzt.

### Ostkamm
Der Ostkamm ist deutlich stärker gegliedert als der Westkamm und entsendet mehrere Seitenäste. Bedeutende Gipfel in der nördlichen Hälfte des östlichen Hauptkamms sind die Tatschspitze (2528 m), das Tagewaldhorn (2708 m), die Jakobsspitze (2742 m), das Schrotthorn (2590 m), das Plankenhorn (2543 m) und die Kassianspitze (2581 m).
Vom Wipptal bzw. Eisacktal her bedingt das Eindringen des Flaggertals, des Schalderer Tals und des Tinnetals die Bildung größerer Seitenäste. Der das Flaggertal südlich und das Schalderer Tal nördlich begrenzende Kamm trägt unter anderem die Karspitze (2517 m), der das Schalderer Tal südlich und das Tinnetal nördlich begrenzende Kamm die Lorenzispitze (2483 m) und die Königsangerspitze (2439 m).
Auf Sarntaler Seite befindet sich der bedeutendste Seitenast des Ostkamms, nämlich der Sarntaler Mittelkamm (auch Gentersbergkamm genannt). Dieser löst sich an der Hörtlanerspitze (2660 m) vom östlichen Hauptkamm, verläuft kurz nach Nordwesten und biegt anschließend nach Südwesten ab, wodurch er das lange Durnholzer Tal westseitig begrenzt. Bedeutende Gipfel im Mittelkamm sind die Gentersbergspitze (2411 m), Hoferspitze (2438 m) und die Leiterspitze (2375 m) als südlicher Endpunkt. Als weiteren Seitenast gibt es noch den Getrumkamm, der ab der Kassianspitze Richtung Westen ins untere Durnholzer Tal hineinragt und das Plankenhorn (2589 m) und die Getrumspitze (2588 m) trägt.
Südlich der Kassianspitze flacht der Ostkamm zu deutlich sanfteren Bergformen ab, die nach den letzten bedeutenderen Erhebungen des Villanderer Bergs (2509 m) und des Rittner Horns (2260 m) im Höhenrücken des Ritten enden.

## Unterkünfte und Schutzhütten
- Penser-Joch-Haus (2215 m s.l.m., auf der Passhöhe)
- Flaggerschartenhütte (2481 m s.l.m., auch Marburger Hütte)
- Radlseehütte (2284 m s.l.m., AVS)
- Hirzerhütte (1983 m s.l.m.)
- Ifingerhütte (1815 m s.l.m., CAI)
- Meraner Hütte (1937 m s.l.m., AVS)
- Klausner Hütte (1923 m s.l.m., CAI)

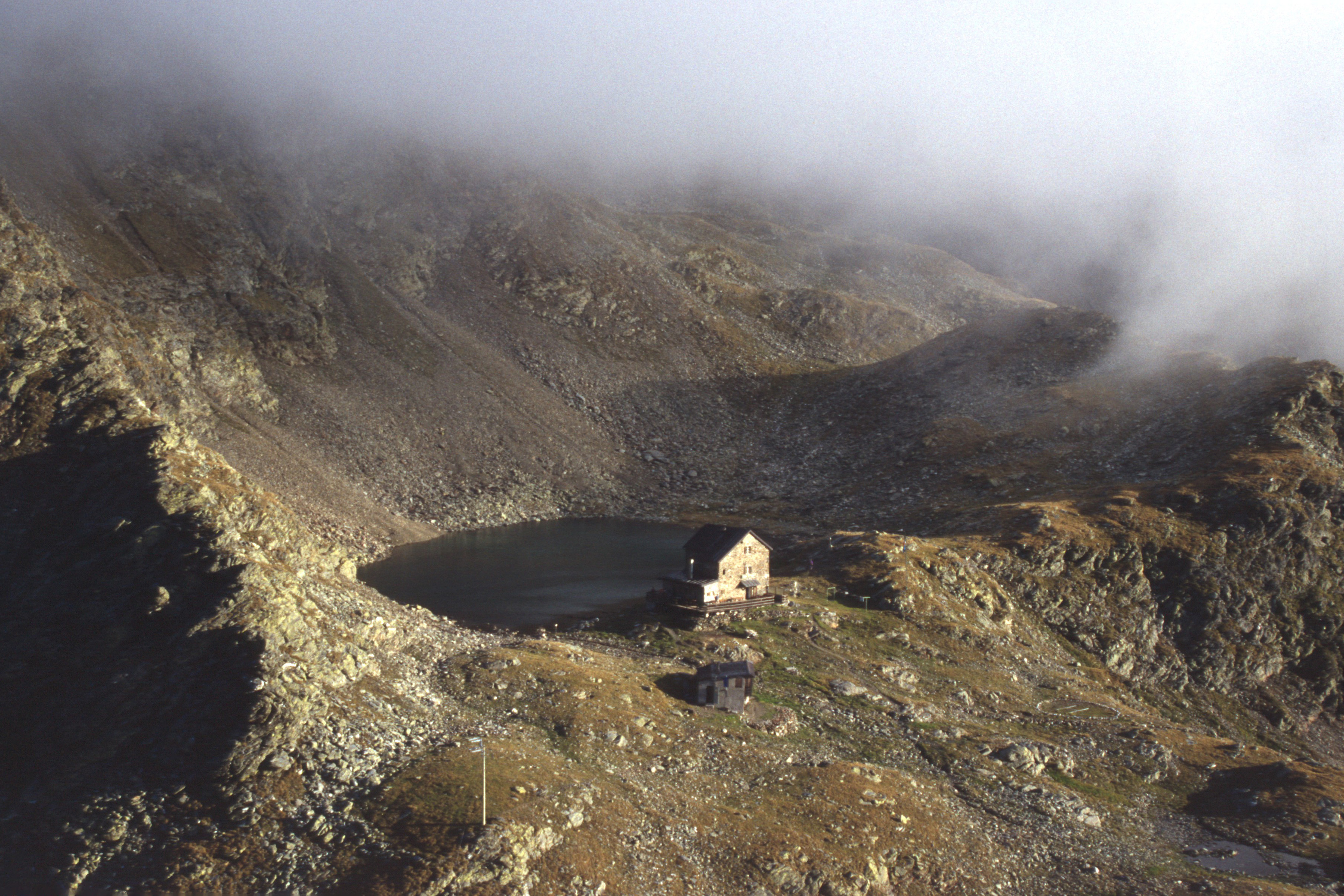
Die Flaggerschartenhütte

- Latzfonser-Kreuz-Hospiz (2311 m s.l.m.)
- Rittner-Horn-Haus (2261 m s.l.m., CAI)